# Rogelio Delgado
Rogelio Wilfrido (lub Wilfredo) Delgado Casco (12 października 1959) – piłkarz paragwajski, obrońca (stoper). Wzrost 178 cm, waga 75 kg.

## Życiorys
Urodzony w Asunción Delgado w piłkę zaczął grać w 1974 roku w klubie Club Olimpia. Gdy w 1976 roku rozpoczął zawodową karierę piłkarską, wypożyczony został na krótko do drużyny boliwijskiego klubu Escuela de Fútbol Enrique Happ z miasta Cochabamba.
Razem z Olimpią w 1978 roku zdobył mistrzostwo Paragwaju, a sukces ten powtórzył w 1979 roku. Wygrał także turniej Copa Libertadores 1979, a następnie Copa Interamericana i Puchar Intercontynentalny, dający Olimpii miano najlepszego klubu na świecie.
Jako piłkarz klubu Olimpia wziął udział w finałach młodzieżowych mistrzostw świata w 1979 roku, gdzie Paragwaj dotarł do ćwierćfinału. Delgado zagrał we wszystkich czterech meczach - z Koreą Południową, Portugalią, Kanadą i ZSRR.
W 1981, 1982 i 1983 roku Delgado razem z Olimpią trzy razy z rzędu zdobył tytuł mistrza Paragwaju.
Wziął udział w turnieju Copa América 1983, gdzie Paragwaj nie zdołał obronić tytułu mistrza Ameryki Południowej przegrywając dwumecz z Brazylią. Delgado zagrał w obu spotkaniach z Brazylią.
Po raz szósty w swej karierze zdobył mistrzostwo Paragwaju w 1985 roku.
Jako gracz klubu Olimpia wziął udział w eliminacjach do finałów mistrzostw świata w 1986 roku. Delgado zagrał we wszystkich ośmiu meczach - obu z Boliwią i obu z Brazylią oraz w fazie barażowej w obu meczach z Chile i obu spotkaniach z Kolumbią. Następnie wziął udział w finałach mistrzostw świata w 1986 roku, gdzie Paragwaj dotarł do 1/8 finału. Delgado zagrał we wszystkich czterech meczach - z Irakiem, Meksykiem, Belgią i Anglią.
Rok później wziął udział w turnieju Copa América 1987, gdzie Paragwaj spisał się fatalnie i zajął ostatnie miejsce w swojej grupie. Delgado zagrał w obu meczach - z Boliwią i Kolumbią.
W 1987 roku, po mistrzostwach kontynentalnych, przeszedł do argentyńskiego klubu CA Independiente, z którym w 1989 roku zdobył tytuł mistrza Argentyny.
Jako gracz Independiente wziął udział w turnieju Copa América 1989, gdzie Paragwaj zajął czwarte miejsce. Delgado zagrał we wszystkich siedmiu meczach - czterech grupowych z Peru, Kolumbią, Wenezuelą i Brazylią (w 79 minucie wszedł na boisko za Catalino Rivarolę) oraz w trzech meczach finałowych z Urugwajem, Brazylią i Argentyną.
Wziął udział w nieudanych eliminacjach do finałów mistrzostw świata w 1990 roku. Zagrał we wszystkich czterech meczach - obu z Kolumbią i obu z Ekwadorem.
W 1992 roku Delgado przeniósł się do Chile, gdzie do 1994 roku grał klubie Club Universidad de Chile. W 1994 roku razem z Universidad de Chile zdobył tytuł mistrza Chile. W 1995 roku zakończył karierę piłkarską w drużynie CSD Colo-Colo.
W reprezentacji Paragwaju w latach 1983–1990 Delgado rozegrał 53 mecze i zdobył 6 bramek. Oceniany jako dobrej klasy piłkarz należy do grupy najbardziej znanych graczy z Paragwaju.

## Sukcesy
| Sezon | Drużyna                   | Tytuł               |
| ----- | ------------------------- | ------------------- |
| 1978  | Club Olimpia              | Mistrz Paragwaju    |
| 1979  | Club Olimpia              | Mistrz Paragwaju    |
| 1979  | Club Olimpia              | Copa Interamericana |
| 1979  | Club Olimpia              | Puchar Świata       |
| 1979  | Club Olimpia              | Copa Libertadores   |
| 1981  | Club Olimpia              | Mistrz Paragwaju    |
| 1982  | Club Olimpia              | Mistrz Paragwaju    |
| 1983  | Club Olimpia              | Mistrz Paragwaju    |
| 1985  | Club Olimpia              | Mistrz Paragwaju    |
| 1989  | CA Independiente          | Mistrz Argentyny    |
| 1994  | Club Universidad de Chile | Mistrz Chile        |